# Hypoxylon sublenormandii
Hypoxylon sublenormandii är en svampart som beskrevs av Suwann., Rodtong, Thienh. & Whalley 2006. Hypoxylon sublenormandii ingår i släktet Hypoxylon och familjen kolkärnsvampar.   Inga underarter finns listade i Catalogue of Life.